# Ліофіл скупчений
Ліофіл скупчений, рядківка скупчена (Lyophyllum decastes (Fr. ex Fr.) Sing., Tricholoma aggregatum (Schaeff. ex. Seer.) Cost et Duf.) — їстівний гриб з родини трихоломових — Tricholomataceae.

## Будова
Шапка 3-10(15) см у діаметрі, напівсферична, згодом опуклорозпростерта, коричнево-сіра, вохряно- або червонувато-сіро-коричнювата, темно-сірувато-бура, гола. Пластинки білуваті, згодом коричневіють, іноді вицвітають до жовтуватих, тонкі, густі. Спорова маса біла. Спори 5-7×4-6,5 мкм, гладенькі. Ніжка 4-10(13)×1-2(3) см, щільна, білувата, при дозріванні коричневіє, волокниста. М'якуш білий, з приємним смаком і запахом.

## Поширення та середовище існування
Зустрічається по всій Україні. Росте в листяних лісах (здебільшого на галявинах), поза лісом на відкритих місцях, великими тісними групами; у вересні — листопаді. Добрий їстівний гриб. Використовують свіжим.